# Поруба (Острава)
Поруба (чеш. Poruba) је насеље у Острави, трећем највећем граду по броју становника у Чешкој. Налази се у западном крају града. 
До почетка педесетих година 20. века само мало село у околини растућег града Остраве се после одлуке комунистичких власти у Чехословачкој почело мењати у модеран индустријски центар. По првим плановима, требало је да се стара Острава сруши и да се на њеном месту изграде нове фабрике или нови рудници. Уместо тога предложени су планови новог социјалистичког града (Порубе). Тај план није био реализован, али ипак је саграђено насеље за 70.000 становника - рудара или фабричких радника. Најстарији делови Порубе, који су грађени у раздобљу од 1953. до 1956. данас су једни од многих примера архитектуре социјалистичког реализма у Чешкој. Године 1957. Поруба је званично постала део Остраве. Касније су у околини саграђене различите фабрике, кампус Рударског универзитета (Vysoká škola báňská) и болница.